# دیواره بین‌عضلانی قدامی ساق
سپتوم بین‌عضلانی قدامی ساق یا سپتوم بین‌عضلانی قدامی کرورال، نواری از فاسیا است که کمپارتمان کناری را از کمپارتمان قدامی ساق جدا می‌کند.
از سطح عمقی فاسیای عمقی ساق، در سمت جانبی ساق، دو سپتوم بین‌عضلانی قوی به نام‌های پرونئال قدامی و خلفی ایجاد می‌گردد که پرونئوس لانگوس و برویس  را دربر می‌گیرد و آنها را از ماهیچه‌های قدامی و خلفی موجود در کمپارتمان‌های لترال و خلفی جدا می‌کند. از همین فاسیای عمقی چندین استطاله نازک‌تر نیز جدا می‌گردد که غضلات منفرد موجود در هر کمپارتمان را نیز به صورت جداگانه دربر می‌گیرد.